# جون كوكروفت
سير جون دوغلاس كوكروفت  (بالإنجليزية: Sir John Douglas Cockcroft)‏ هو عالم فيزياء بريطاني ، حاز جائزة نوبل للفيزياء عام 1951 عن اكتشافه الانشطار النووي ، وكان من دعامات توليد الطاقة النووية.
ولد جون كوكروفت في 27 مايو 1897، وتوفي في 18 سبتمبر 1967.

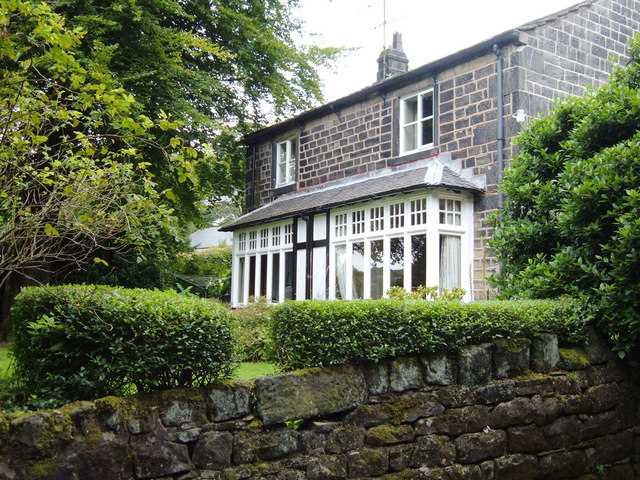
منزل في والسيدن حيث عاش جون كوكروفت من سن الثانية إلى كان عمره 28 عامًا

شارك كوكروفت في جائزة نوبل عام 1951 العالم الفيزيائي إيرنست والتون وكان تقدير لجنة جائزة نوبل لهما عن «أبحاثهما الرائدة في مجال تغيير النواة الذرية بواسطة تصويب جسيمات أولية معجّلة عليها».

## روابط خارجية
- جون كوكروفت على موقع الموسوعة البريطانية (الإنجليزية)
- جون كوكروفت على موقع مونزينجر (الألمانية)
- جون كوكروفت على موقع ميوزك برينز (الإنجليزية)
- جون كوكروفت على موقع إن إن دي بي (الإنجليزية)